# Les Martiens ont douze mains
Pour plus de détails, voir Fiche technique et Distribution.
Les Martiens ont douze mains (I marziani hanno dodici mani) est une comédie de science-fiction hispano-italienne réalisée par Castellano et Pipolo et sortie en 1964.

## Synopsis
Quatre extraterrestres, X-1, X-2, X-3 et X-4, arrivent sur Terre au début des années 1960. Là, ils décident de prendre des traits humains pour étudier les Terriens incognito, mais finissent par se laisser entraîner dans la dolce vita romaine. Finalement, ils décident de ne jamais retourner sur leur déprimante planète d'origine.

## Fiche technique
- Titre français : Ras-le-bol à l'italienne[1]
- Titre original italien : I marziani hanno dodici mani[2] ou Siamo quattro marziani
- Réalisateur : Castellano et Pipolo
- Scénario : Castellano et Pipolo
- Photographie : Alfio Contini
- Montage : Gisa Radicchi Levi
- Musique : Ennio Morricone
- Décors : Ramiro Gómez
- Costumes : Cesare Rovatti
- Production : Dario Sabatello
- Société de production : DS Produzioni, Epoca Films
- Pays de production :  Italie
- Langue de tournage : Italien
- Format : Noir et blanc - Son mono - 35 mm
- Durée : 90 minutes (1 h 30)
- Genre : Comédie de science-fiction
- Dates de sortie :
  - Italie : 21 juin 1964
  - Espagne : 30 juin 1969
  - France : 1970

## Distribution
- Paolo Panelli : X1
- Carlo Croccolo : X2
- Enzo Garinei : X3
- Alfredo Landa : X4
- Magali Noël : Matilde Bernabei
- Pietro De Vico : serveur d'hôtel
- Valeria Fabrizi : Femme de chambre d'hôtel
- Nando Martellini : lui-même
- Umberto D'Orsi : éditeur
- Franco Franchi : partenaire de l'écrivain.
- Riccardo Billi : supporter de football
- Ciccio Ingrassia : écrivain de science-fiction.
- Margaret Lee : secrétaire d'éditeur
- Francesco Mulè : ambassadeur d'Autriche
- Lando Buzzanca : le jeune marié
- Aldo Giuffré : maquereau
- Mario De Simone : passant parlant à X1